# بيتر جيمس دي لانج
بيتر جيمس دي لانج (بالإنجليزية: Peter James de Lange)‏ هو عالم نبات نيوزيلندي، ولد في 1966.